# Mea Verwey
Mea Verwey (later ook: Mea Mees-Verwey en Mea Nijland-Verwey) (Noordwijk aan Zee, 2 maart 1892 - Santpoort, 24 december 1978) was een Nederlandse uitgever, schrijver en letterkundige.
Mea Verwey werd geboren als tweede kind van de dichter Albert Verwey en vertaler Kitty van Vloten. Verwey trouwde in 1918 met uitgever Conno Mees (1894-1978). Uit dit huwelijk werden vijf kinderen geboren: Reinilde (1919), Gerda (1920), Kitty (1923), Gerlof Fokko (1926) en Elisabeth (1936). Na de echtscheiding van Verwey en Mees, hertrouwde zij in 1947 met kunstschilder en graficus Dirk Nijland. 

## Uitgeverij
Verwey ging in 1912 ging Nederlandse letteren studeren aan de Universiteit Leiden waar zij in 1918 slaagde voor het doctoraal examen. Daarna trouwde zij met Conno Mees, die zij had leren kennen tijdens haar studie en die Indische letteren had gestudeerd. Zij stichtten samen in 1919 'Uitgeverij C.A. Mees' waarvan Verwey vanaf 1934 de directrice werd. De uitgeverij gaf werk uit van dichter Nine van der Schaaf, Ida Gerhardt en vanaf 1922 van Mea's vader Albert Verwey. Daarnaast gaf de uitgeverij ook tijdschriften uit - waaronder Wendingen en het werk van letterkundigen betrokken bij De Beweging. In 1928 promoveerde zij - bij haar vader die toen hoogleraar letterkunde was in Leiden - op een studie over haar grootvader: De betekenis van Johannes van Vloten. Dit werk publiceerde ze later bij haar eigen uitgeverij.
Vanaf 1915 publiceerde Verwey gedichten in De Beweging, onder het pseudoniem Gerda van Beveren. Haar eerste dichtbundel, Golfslag verscheen in 1921. In de jaren daarna verzorgde zij ook enkele vertalingen. Na het overlijden van haar vader beheerde zij de nalatenschap. Vanaf 1947 publiceerde haar uitgeverij voornamelijk nog werk van en over haar vader, waar zijzelf ook briefwisselingen van verzorgde. In 1968 werden haar jeugdherinneringen gepubliceerd, bij uitgeverij De Tor waarmee haar uitgeverij in datzelfde jaar was gefuseerd. Haar literaire nalatenschap berust net als die van haar vader in de Universiteitsbibliotheek van Amsterdam.